# スタートライン (Argonavisの曲)
『スタートライン』は、Argonavisの配信限定シングル。2023年9月8日に発売された。

## 収録曲
1. スタートライン (4:49)
  - 作詞・作曲・編曲：渡辺拓也